# Albahaca genovesa

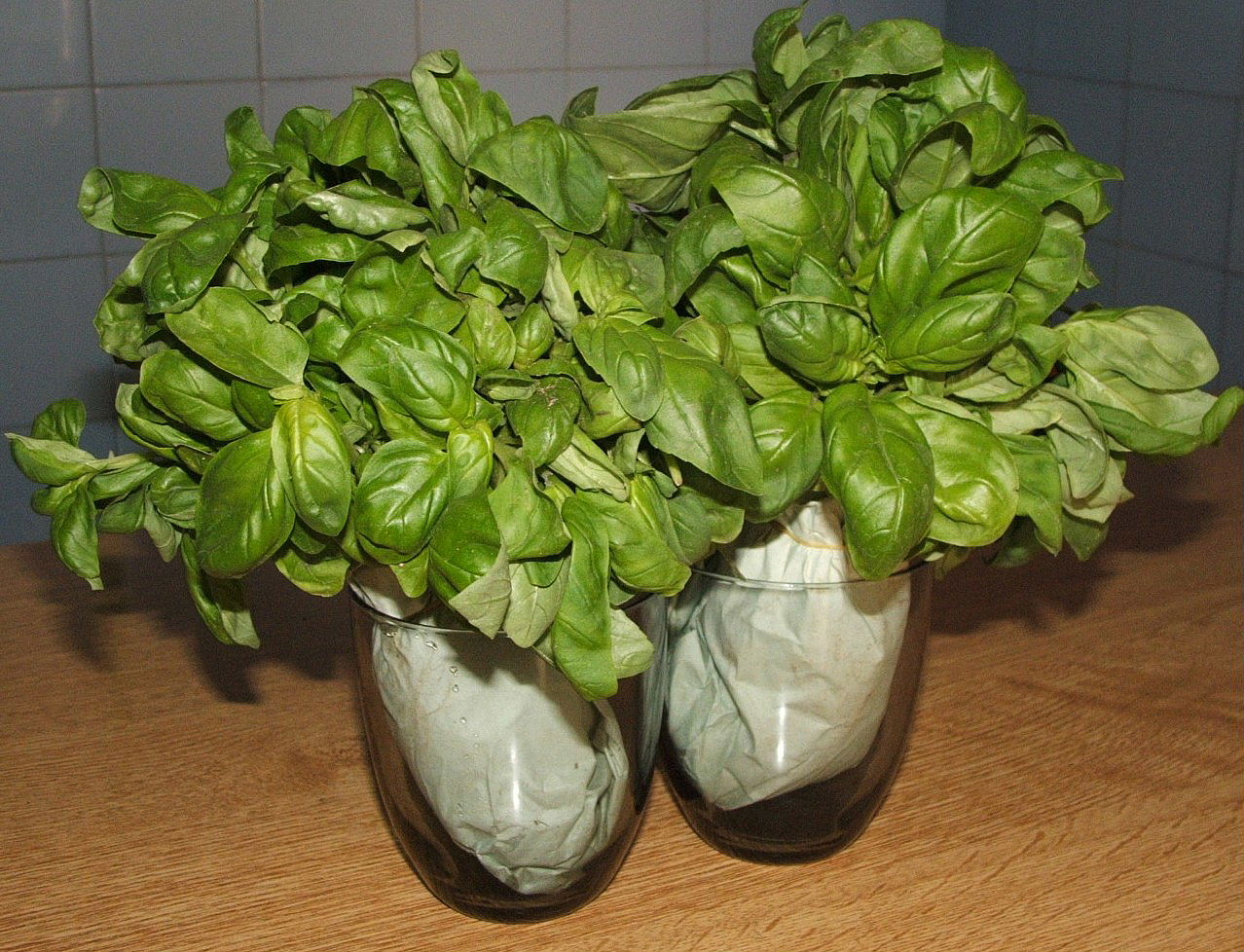
Albahaca genovesa

La albahaca genovesa (denominado también como basilico genovese) es una variedad cultivar de la albahaca (Ocimum basilicum). Se trata de un producto hortofrutícola de origen italiano que desde 2005 posee la denominación de origen protegida (con Denominazione di Origine Protetta). Es una planta cultivada en la zona del Tirreno en Liguria, que participa de la cocina ligur en la elaboración del clásico pesto (salsa) empleado en la elaboración de platos de pasta de tartine y focaccette. La albahaca genovesa más reconocida se cultiva en Pra', en la ciudad italiana de Génova.

## Denominación de origen
Desde 2004, el basilico genovese es una denominación de origen protegida (PDO) ante la Unión Europea. A nivel internacional, cuenta con registro como denominación de origen, conforme al Sistema de Lisboa, ante la Organización Mundial de la Propiedad Intelectual, desde el 17 de marzo de 2016.